# Potemkin (slagskepp)
Potemkin (ryska: Потёмкин, translitteration: Potiómkin) var ett ryskt slagskepp i Svartahavsflottan som lånat sitt namn från Grigorij Potemkin. Fartyget blev känt genom upproret av besättningen mot sitt förtryckande befäl i juni 1905 (under den första ryska revolutionen). 

## Myteriet 1905
27 juni (13 juni g.s.) ägde myteri rum, sedan en officer vid utdelning av ett disciplinstraff skjutit ihjäl en av matroserna. Besättningen grep till vapen och dödade eller jagade bort befälen. Potemkin seglade därefter till Odessa, där revolutionen då var i full gång och begravningen av den dödade matrosen formades till ett grandiost revolutionärt skådespel. 17 juni sändes en eskader för att tvinga Potemkin till underkastelse, men matroserna på denna vägrade lyda order, och kryssaren Georgij Pobjedonosets slöt till och med upp på Potemkins sida men fick ge sig efter tre dagar. Slutligen blev Potemkin efter kryssning i Svarta havet tagen i Constanța i Rumänien dit den inlöpt, manskapet internerades av de rumänska myndigheterna och många ställdes senare inför rysk domstol.
Händelsen kom senare att ses som ett första steg mot den ryska revolutionen 1917  och var grunden för Sergej Eisensteins film Pansarkryssaren Potemkin (1925).